# Victor Saville
Pour les articles homonymes, voir Saville.
Victor Saville, né Victor Salberg (Birmingham, 25 septembre 1895 - Londres, 8 mai 1979), est un producteur, réalisateur et scénariste britannique.

## Filmographie sélective

### Comme producteur
- 1923 : La Danseuse blessée (Woman to Woman), de Graham Cutts
- 1937 : Tempête dans une tasse de thé (Storm in a Teacup)
- 1938 : La Citadelle
- 1941 : Docteur Jekyll et M. Hyde
- 1943 : Un espion a disparu (Above suspicion)
- 1953 : J'aurai ta peau (I, the Jury) de Harry Essex

### Comme réalisateur
- 1930 : A Warm Corner
- 1932 : The Faithful Heart
- 1933 : J'étais une espionne (I Was a Spy)
- 1933 : Friday the Thirteeth
- 1934 : Prima Donna (Evensong)
- 1934 : Toujours vingt ans (Evergreen)
- 1934 : The Iron Duke
- 1935 : First a Girl
- 1935 : Le Dictateur (The Dictator)
- 1937 : Tempête dans une tasse de thé (Storm in a Teacup)
- 1937 : Le Mystère de la Section 8 (Dark Journey)
- 1938 : South Riding
- 1940 : Le Gangster de Chicago (The Earl of Chicago), coréalisé par Richard Thorpe (+ producteur)
- 1943 : Forever and a day coréalisé avec 6 réalisateur dont René Clair, Edmund Goulding et Robert Stevenson et 22 scénaristes, dont Alfred Hitchcock non-crédité au générique
- 1945 : Cette nuit et toujours (Tonight and every night) (+ producteur)
- 1946 : Les Vertes Années (The Green Years)
- 1947 : Le Pays du dauphin vert (Green Dolphin Street)
- 1947 : Quand vient l'hiver (If Winter Comes)
- 1949 : Guet-apens (Conspirator)
- 1950 : Kim
- 1951 : Le Retour de Bulldog Drummond (Calling Bulldog Drummond)
- 1952 : L'Inconnu de Monaco (en) (24 Hours of a Woman's Life)
- 1954 : Le Calice d'argent (The Silver Chalice) (+ producteur)
- 1954 : Nettoyage par le vide